# 妙行寺 (名古屋市中村区中村町)

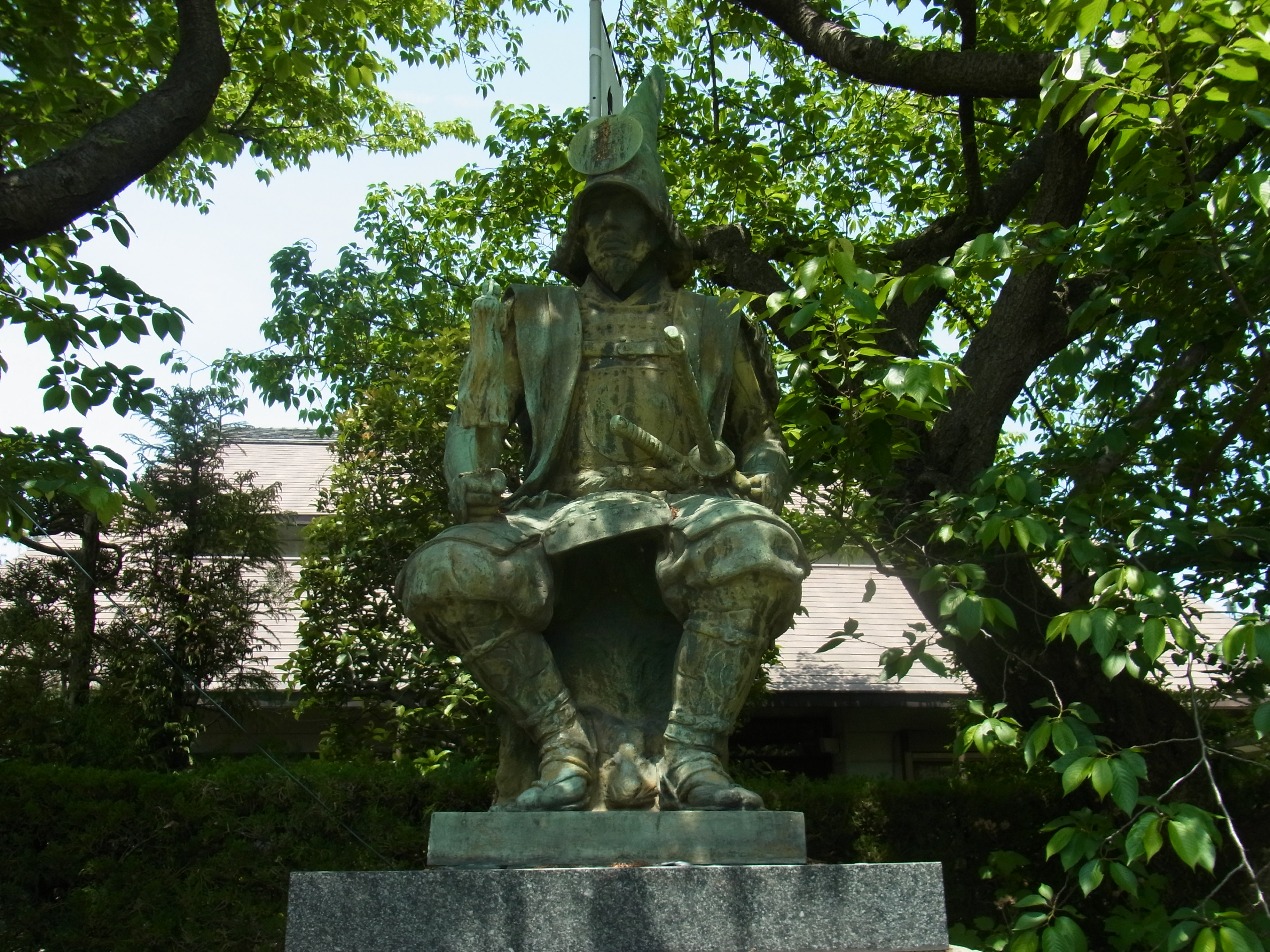
加藤清正像

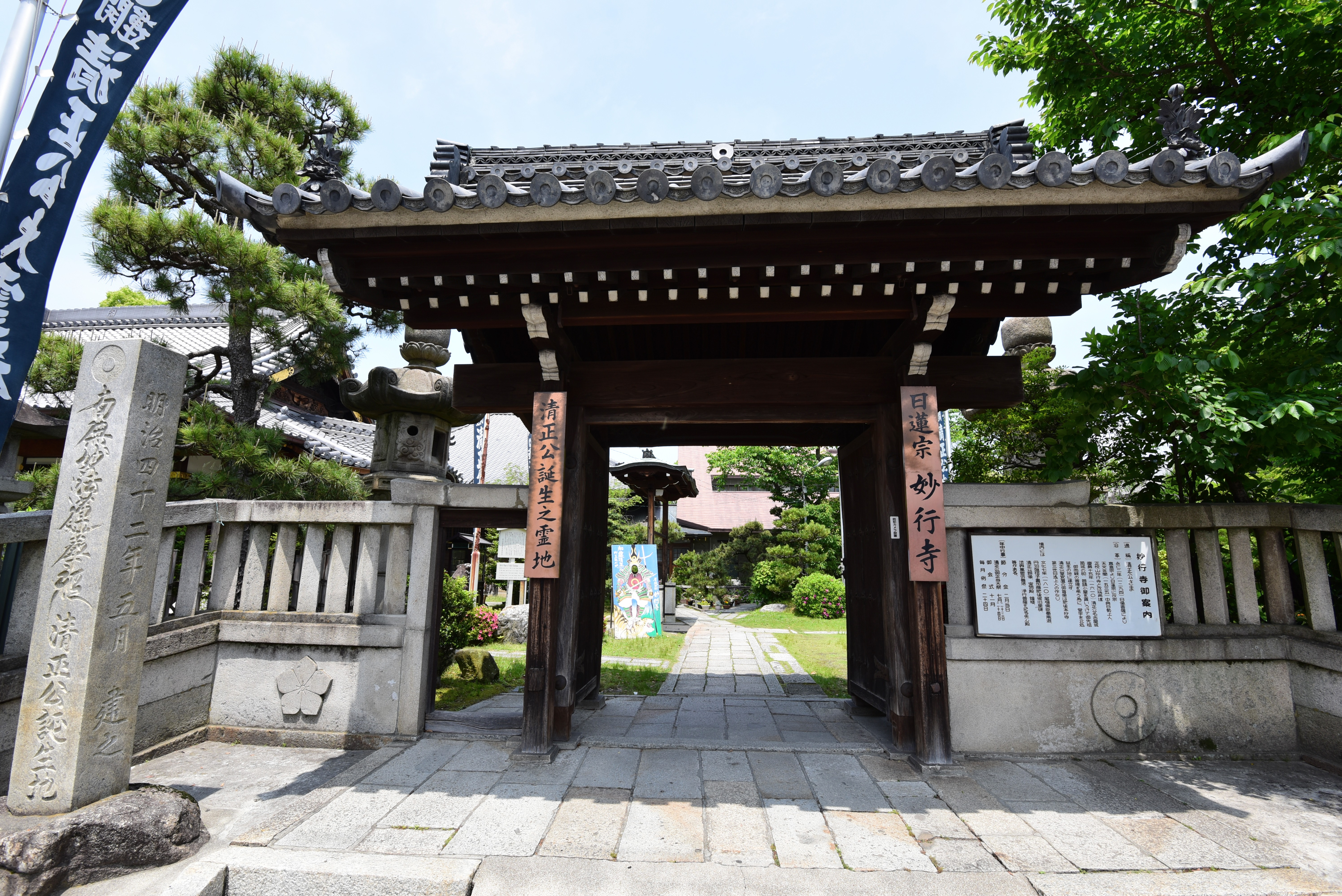
山門

妙行寺（みょうぎょうじ）は、愛知県名古屋市中村区中村町にある日蓮宗の寺院。山号は正悦山。本尊は法華三法。日蓮宗の信者で武将の加藤清正の出生地と伝えられている。旧本山は大本山本圀寺（六条門流）。達師法縁。

## 歴史
この寺の創建時期については不詳であるが、もとは「本行寺」と号する真言宗寺院で現在地から約220mほど東にあったが、永仁2年（1294年）に日像によって日蓮宗に改宗されたという。その後、火災により焼失したが、天文4年（1535年）に中興・日勢上人により「妙行寺」として再建される。
加藤清正は元々妙行寺の近くで生まれ育ったとされ、慶長15年（1610年）に名古屋城築城の際、その余材を使って妙行寺を自分の生誕地に移築・再建した。そのため、清正の菩提寺である熊本の本妙寺とは深い関わりがあり、江戸時代後期には尾張国の清正公信仰の中心となっていた。

## 境内
- 本堂
- 庫裏
- 洗心殿
- 加藤清正像 - 1960年（昭和35年）4月造立。
- 庭園
- 清正公堂
- 鐘楼
- 山門

## 文化財

### 愛知県指定有形文化財
- 絹本著色加藤清正画像（慶長十六年日遙賛） 1幅　附：日遙筆大曼陀羅 1幅
- 紙本著色一尊四菩薩画像

## 旧末寺
日蓮宗は1941年（昭和16年）に本末を解体したため、現在では旧本山、旧末寺と呼びならわしている。
- 白毫山光耀寺（愛知県名古屋市熱田区千年）

## 所在地
- 愛知県名古屋市中村区中村町字木下屋敷22

## 交通アクセス
名古屋市営地下鉄東山線 中村公園駅から徒歩約8分。